# Am Spinett
Am Spinett is een compositie van Christian Sinding. In tegenstelling tot hetgeen de titel doet vermoeden is het werk niet geschreven voor het spinet, maar voor piano. Het werkje werd voor het eerst gespeeld op 28 februari 1918 door Birger Hammer. Hammer was een Noorse pianist, die voornamelijk goed thuis was in het Duitse repertoire. Die avond was ook componist Hjalmar Borgstrøm aanwezig, die het een geestig stukje muziek in oude stijl vond. Am Spinett is geschreven in de stijl van een menuet. 